# Tutte Lemkow
Isak Samuel Lemkow, né le 28 août 1918 à Oslo (Norvège) et mort le 10 novembre 1991 à Londres (Angleterre), est un acteur, danseur et chorégraphe norvégien, connu comme Tutte Lemkow.

## Biographie
Au cinéma, Tutte Lemkow débute comme danseur dans le film suédois Galgmannen (sv) de Gustaf Molander (1945, avec Edvin Adolphson et Inga Tidblad) ; notons ici que l'année précécente (1944), il épouse en premières noces l'actrice suédoise Mai Zetterling, dont il divorce en 1953.
Installé en Angleterre, il contribue ensuite à des films britanniques, américains ou en coproduction ; son deuxième film, britannique, est The Lost People de Muriel Box et Bernard Knowles (1949, avec Dennis Price et Mai Zetterling) ; le troisième, où il interprète également un danseur, est Moulin Rouge de John Huston (coproduction américano-britannique, 1952, avec José Ferrer et Zsa Zsa Gabor).
Suivent notamment Les Canons de Navarone de J. Lee Thompson (1961, avec Gregory Peck et David Niven), L'Infaillible Inspecteur Clouseau de Bud Yorkin (1968, avec Alan Arkin et Frank Finlay), Guerre et Amour de Woody Allen (1975, avec le réalisateur et Diane Keaton), Les Aventuriers de l'arche perdue de Steven Spielberg (1981, avec Harrison Ford et Karen Allen), ou encore Kalidor de Richard Fleischer (1985, avec Brigitte Nielsen et Arnold Schwarzenegger), son cinquante-troisième et dernier film.
Comme chorégraphe, il contribue entre autres aux films L'Enfer des tropiques de Robert Parrish (1957) et Le Bal des vampires de Roman Polanski (1967).
À la télévision britannique, il apparaît dans vingt-huit séries entre 1952 et 1981, dont Doctor Who (trois épisodes, 1964-1965), Chapeau melon et bottes de cuir (un épisode, 1968) et Maîtres et Valets (un épisode, 1972).
Toujours à la télévision britannique, s'ajoutent cinq téléfilms comme acteur (1952-1972) et quelques autres contributions comme chorégraphe (dont un quatrième épisode de Doctor Who, 1966).
Il joue aussi au théâtre en Angleterre dans des pièces, dont Le Bal des voleurs de Jean Anouilh (1952, avec John Laurie et Judith Furse). 

## Filmographie partielle

### Acteur
(+ autre fonction le cas échéant)

#### Cinéma
- 1949 : The Lost People de Bernard Knowles et Muriel Box
- 1952 : Moulin Rouge de John Huston : le danseur partenaire d'Aïcha
- 1953 : Capitaine Paradis (The Captain's Paradise) d'Anthony Kimmins : le premier danseur (+ chorégraphe)
- 1955 : Une fille comme ça (I Am a Camera) d'Henry Cornelius : l'électro-thérapeute
- 1956 : Whisky, Vodka et Jupon de fer (The Iron Petticoat) de Ralph Thomas : Sutsiyawa
- 1956 : Zarak le valeureux (Zarak) de Terence Young : le danseur à l'épée
- 1956 : Anastasia d'Anatole Litvak : un danseur
- 1958 : Bonjour tristesse d'Otto Preminger : Pierre Schube (+ chorégraphe)
- 1959 : Ni fleurs ni couronnes (Too Many Crooks) de Mario Zampi : le basané
- 1959 : Les Étrangleurs de Bombay (The Stranglers of Bombay) de Terence Fisher : Ram Das
- 1959 : Ben-Hur de William Wyler : un lépreux
- 1960 : Le Gosse au million (The Boy Who Stole a Million) de Charles Crichton
- 1961 : Les Canons de Navarone (The Guns of Navarone) de J. Lee Thompson : Nicolaï
- 1961 : Le Secret de Monte-Cristo (The Treasure of Monte Cristo) de Robert S. Baker et Monty Berman : Gino
- 1961 : Les Chevaliers du démon (The Hellfire Club) de Robert S. Baker et Monty Berman : Higgins
- 1962 : Sept Heures avant la frontière (Guns of Darkness) d'Anthony Asquith : le cousin de Gabriel
- 1963 : Les Vainqueurs (The Victors) de Carl Foreman : un soldat Sikh
- 1964 : Becket de Peter Glenville : le courtier français
- 1964 : La Baie aux émeraudes (The Moon-Spinners) de James Neilson : Oreste
- 1964 : Quand l'inspecteur s'emmêle (A Shot in the Dark) de Blake Edwards : le danseur cosaque
- 1965 : Doubles masques et agents doubles (Masquerade) de Basil Dearden : Paviot
- 1966 : Un mort en pleine forme (The Wrong Box) de Bryan Forbes : l'étrangleur
- 1967 : Une fille nommée Fathom (Fathom) de Leslie H. Martinson : Mehmed
- 1968 : L'Infaillible Inspecteur Clouseau (Inspector Clouseau) de Bud Yorkin : Frenchie LeBec
- 1968 : Duffy, le renard de Tanger (Duffy) de Robert Parrish : Spaniard
- 1969 : The Picasso Summer de Robert Sallin : l'ivrogne
- 1969 : Justine de George Cukor : un prisonnier
- 1971 : Un violon sur le toit (Fiddler on the Roof) de Norman Jewison : le violoniste
- 1973 : Théâtre de sang (Theatre of Blood) de Douglas Hickox : le clochard déguisé (+ chorégraphe)
- 1973 : Ghost in the Noonday Sun de Peter Medak et Spike Milligan : Pontius Kak
- 1973 : Piège pour un tueur (Si Puo essere piu bastardi dell'ispettore Cliff ?) de Massimo Dallamano
- 1975 : Guerre et Amour (Love and Death) de Woody Allen : Pierre
- 1981 : Sphinx de Franklin J. Schaffner : Tewfik
- 1981 : Les Aventuriers de l'arche perdue (Raiders of the Lost Ark) de Steven Spielberg : l'imam
- 1985 : Mata Hari de Curtis Harrington : Ybarra
- 1985 : Kalidor (Red Sonja) de Richard Fleischer : le sorcier

#### Télévision
Séries
- 1964-1965 : Doctor Who, première série
  - Saison 1, épisode 4 Marco Polo (1964) de Waris Hussein, 5e partie Rider from Shang Tu, 6e partie Mighty Kublai Kan et 7e partie Assassin at Peking : Kuiju
  - Saison 2, épisode 6 The Crusade (1965) de Douglas Camfield, 4e partie The Warlords : Ibrahim
  - Saison 3, épisode 3 The Myth Makers (1965), 1re partie Temple of Secrets, 2e partie Small Prophet et 3e partie Death of a Spy : le cyclope
- 1968 : Chapeau melon et bottes de cuir (première série, The Avengers)
  - Saison 6, épisode 9 Le Legs (Legacy of Death) de Don Chaffey : Gorky
- 1968 : Sherlock Holmes
  - Saison 2, épisode 12 Wisteria Lodge : José
- 1971 : UFO, alerte dans l'espace (UFO)
  - Saison unique, épisode 20 Cour martiale (Court Martial) : A. G. Singleton
- 1971 : Jason King
  - Saison unique, épisode 7 En Russie avec panache (To Russia with Panache) : Kivich
- 1972 : Maîtres et Valets (Upstairs, Downstairs)
  - Saison 1, épisode 12 The Key of the Door : Gustave

Téléfilms
- 1952 : The Dybbuk de Rudolph Cartier : l'homme aux béquilles (+ chorégraphe)
- 1961 : Adventure Story de Rudolph Cartier : Mazares, le chambellan du roi
- 1972 : L'Homme qui vint dîner (The Man Who Came to Dinner) de Buzz Kulik : Zoltan

### Chorégraphe

#### Cinéma
- 1957 : L'Enfer des tropiques (Fire Down Below) de Robert Parrish
- 1957 : Pilotes de haut-vol (High Flight) de John Gilling
- 1967 : Casino Royale de Val Guest et autres
- 1967 : Le Bal des vampires (The Fearless Vampire Killers) de Roman Polanski

#### Télévision
- 1966 : Doctor Who, première série, saison 3, épisode 7 The Celestial Toymaker, 3e partie, The Dancing Floor

## Théâtre (sélection)
(pièces, comme acteur)
- 1952 : Le Bal des voleurs (Thieve's Carnival) de Jean Anouilh, adaptation de Lucienne Hill
- 1955 : The World of Sholom Aleichem d'Arnold Perl
- 1960 : The Laughing Academy de Charles Hamblett